# Novin Harsan
Novin Harsan, född 5 juni 1955 i Syrien, är en svensk  socialdemokratisk politiker och  tolk i arabiska och kurdiska. Hon var kandidat till landstingsfullmäktige för Socialdemokraterna i Stockholms läns landsting i valet 2010.
Novin Harsan har engagerat sig i frågor om kurdernas rättigheter. Hon drev en uppmärksammad personvalskampanj i riksdagsvalet 1998 och i samband med den utsattes för flera hot från nazister och misshandlades.
Vid en resa för att besöka sin döende mor i Syrien 2003 häktades hon av syrisk polis, låstes in i trettio timmar utan mat och anklagades för att ha smutsat ned landets rykte. Först när svenska ambassaden agerade släpptes hon och välkomnades till landet.